# Potoka, Smolean
Potoka (în bulgară Потока) este un sat în comuna Smolean, regiunea Smolean,  Bulgaria. 

## Demografie
Componența etnică a satului Potoka
     Nicio identificare (100%)
     Altele (0%)
La recensământul din 2011, populația satului Potoka era de 3 locuitori. . Pentru 100% din locuitori nu este cunoscută apartenența etnică.